# Alexander von Humboldt (1906)

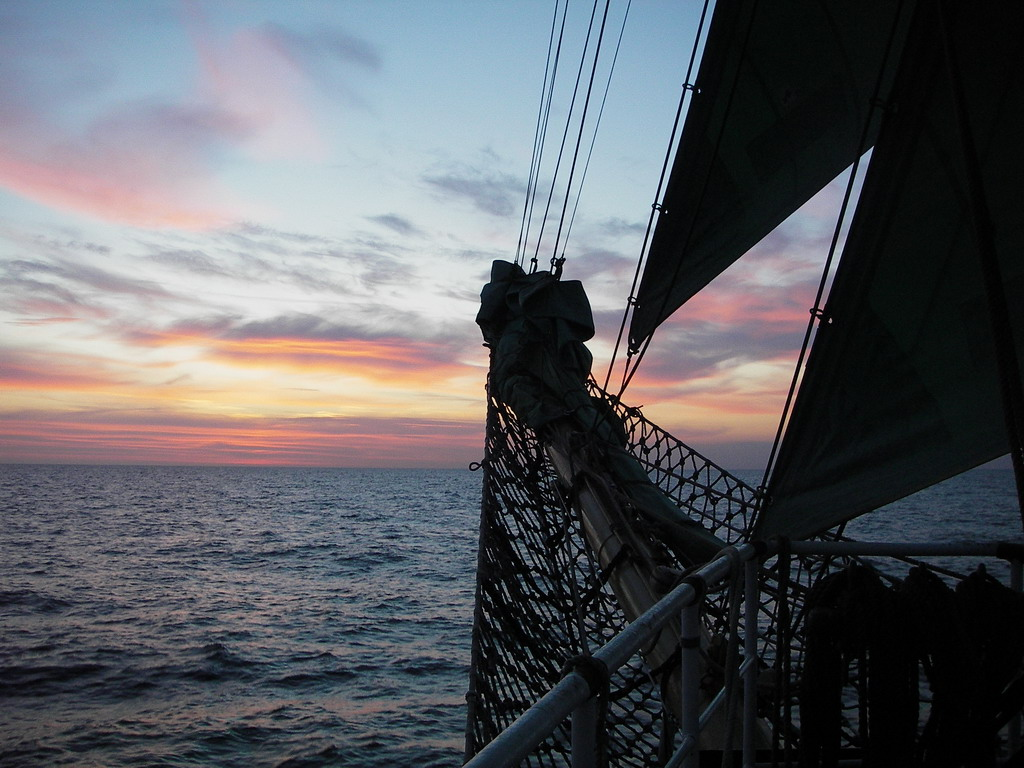
Az Alexander von Humboldt orrárbóca napfelkeltekor

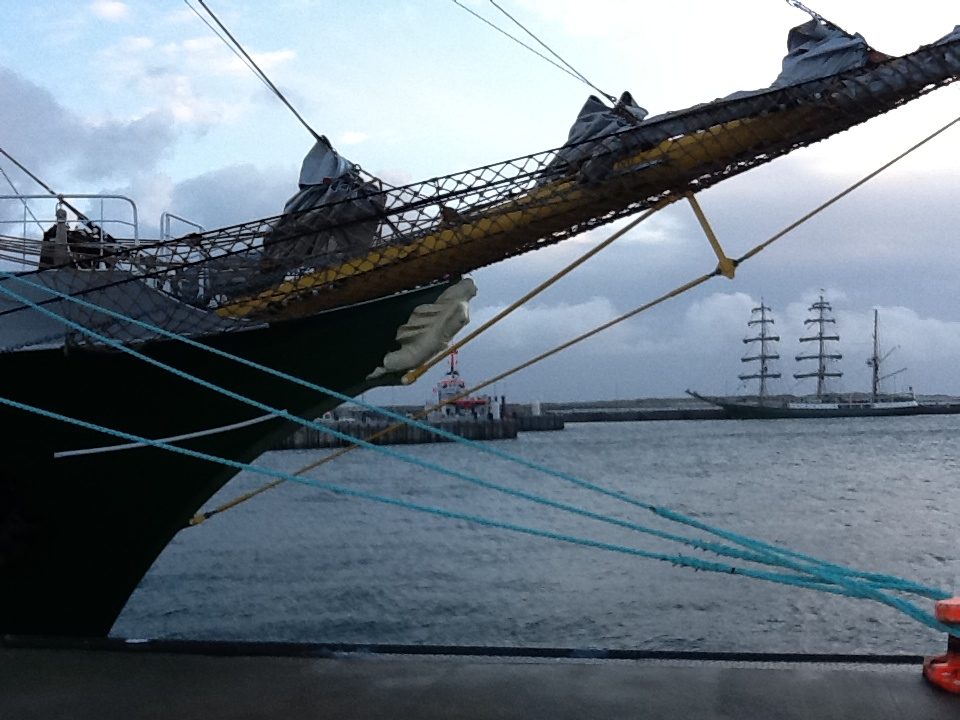
Az Alte Alex (a háttérben) és a Neue Alex (orra látható) együtt Helgoland déli kikötőjében

Az Alexander von Humboldt (I) – gyakran röviden: Alex – egy fémépítésű német vitorláshajó (bark), melyet 1906-ban építettek világítóhajónak Reserve Sonderburg névvel. 1986-ban kivonták a szolgálatból és aktív vitorlásnak építették át, ami után 1988 és 2011 októbere között ifjúsági és kiképzőhajóként szolgált. A Beck’s sörmárka reklámjában való szereplése révén tett szert nemzetközi ismertségre. 2016 óta hotel- és étteremhajóként funkcionál Bréma kikötőjében lehorgonyozva. 2011-ben pótlására hasonló névvel állítottak szolgálatba egy újabb vitorláshajót, az Alexander von Humboldt II-t.

## Építése és fejlesztése
A hajót 1906-ban Reserve Sonderburg néven tervezte és rendelte meg tartalék-világítóhajóként  Poroszország közmunkákért felelős minisztériuma. 1906. szeptember 10-én bocsátották vízre a brémai Weserwerft (a későbbi AG Weser) gyártelepén 155-ös építési számmal. Egy négy egységből álló hajóosztály első egysége volt, testvérhajói a Norderney (I) (jelenleg múzeumhajó Wilhelmshavenben Weser világítóhajó néven), a Norderney II (Norderney Reserve) és az Amrumbank (I). Utóbbi kettő elpusztult a második világháború alatt. Elkészülte után a flensburgi hatóságok vették használatba.
Mint sok más világítóhajó esetében is, nála is egy tengerálló vitorlás hajótest kialakítása volt a fő szempont a tervezésnél, viszont a háromárbócos megoldás helyett két árbócot kapott (Fockmast és Besanmast) és egy „laternaárbócot” a nagyárbóc pozíciójára helyezve. A hajótestet a Tecklenborgnál dolgozó főmérnök, Georg Wilhelm Claussen után Claussen-hajótestnek is nevezték. Ebben az időben a világítóhajók sónerekéhez hasonló vitorlázatot kaptak, ami azt jelentette, hogy minden árbóchoz ennek megfelelő vitorlázattal rendelkeztek a fedélzeten. Mint minden világítóhajó, vörösre volt festve és nagyméretű fehér betűkkel szerepelt rajtuk a felirat.
Az eredeti 130 kW teljesítményű gőzgépét 1950-ben 224 kW-os dízelmotorra cserélték. 1970-ben új, 380 kW-os dízelmotort építettek bele, amit 2001-ben egy MAN-dízelmotorra cseréltek.
A barkvitorlázatú kiképzőhajóvá való átépítése során a tatrészén a felépítményt egy hosszabb résszel toldották meg (Poopdeck) a legénység elhelyezésének céljából. Új vitorlázatot, hosszabb orrárbócot, zöld festést és vitorlákat, valamint a hajótestben nagyobb vasballasztot kapott. A mai nevét – Alexander von Humboldt – 1988 óta viseli.

## Története
A tartalék világítóhajók feladata a világítóhajók pótlása volt abban az időszakban, mikor azok az éves karbantartásuk idején a hajógyárban voltak. Az nem állapítható meg pontosan, hogy milyen névre keresztelték eredetileg. Ez lehetett Reserve Fehmarnbelt (az első szolgálati helye után), vagy Reserve Sonderburg avagy szimplán Reserve, honi kikötőként Sonderburg feltüntetve. A hajó harangja alapján ez utóbbi a legvalószínűbb.
Tartalék világítóhajóként 1906 és 1939 között funkcionált Adlergrund, Jasmund (1925-ig), Fehmarnbelt (1. állomáshely), „Gabelsflach“, „Kiel“, „Kalkgrund/Flensburg“, Amrumbank és Außeneider állomáshelyeken.  Az első világháború alatt Kriegsfeuerschiff „Ost” néven különböző balti-tengeri állomáshelyeken volt alkalmazva.
1920-ban, miután Sonderburg Dániához került, a neve Reserve Holtenau lett Kiel-Holtenau honi kikötővel. 1945-ig váltakozó helyeken, főként a Balti-tengeren, részben az Északi-tengeren is használták. Miután 1945-ben a Kiel II-t repülőgépek bombái elsüllyesztették, az eddigi tartalék világítóhajó a Kiel (III) nevet kapta és Kielbe helyezték át. 1946-ban a kieli vízi- és hajózási igazgatósághoz került (Wasser- und Schifffahrtsdirektion Kiel).
1957. január 4-én összeütközött a finn Satu motorhajóval. Elkerülendő a vízbetörés miatti elsüllyedést, sekély vízbe vontatták és itt ültették fenékre. 1957. január 13-án kiemelték és végül Rendsburg-Saatsee-ben lévő Staatswerftnél hozták helyre és modernizálták, majd 1959-ben ismét felvette szolgálatát a „Kiel” pozícióban.
Az újra felépített kieli világítótorony üzembe helyezése után 1967. július 5-én elhagyta állomáshelyét és tartalék világítóhajóként Kiel névvel a lübecki vízi- és hajózási hivatalhoz került. Ezt követően túlnyomórészt északi-tengeri állomáshelyeken („Elbe 1“, „Weser“, „Borkumriff“, „P8“, „P12“, „Deutsche Bucht“), de balti-tengeri állomáshelyen („Fehmarnbelt“) is működött.
1983. szeptember 21-én a wilhelmshaveni vízi- és hajózási hivatalhoz került át, mely 1983. október 10-én a szolgálatból kivont Amrumbank (II) helyére jelölte ki a „Deutsche Bucht” pozícióban. Miután itt is egy automatizált világítótorony vette át a helyét, 1986-ban az Elbe I és a Weser tartalékaként szolgált.
1986. szeptember 17-én a „Weser” állomáshelyen lévő világítóhajónak nekiütközött a libériai Ocean Wind motorhajó. Az elszenvedett sérülések miatt 1986. szeptember 23-án kivonták a szolgálatból, később Wilhelmshavenben kijavították és Confidentia névvel Bremerhavenbe vitték át. A megüresedett „Weser” állomáshelyet a teljesen automatizált FS1 vette át.

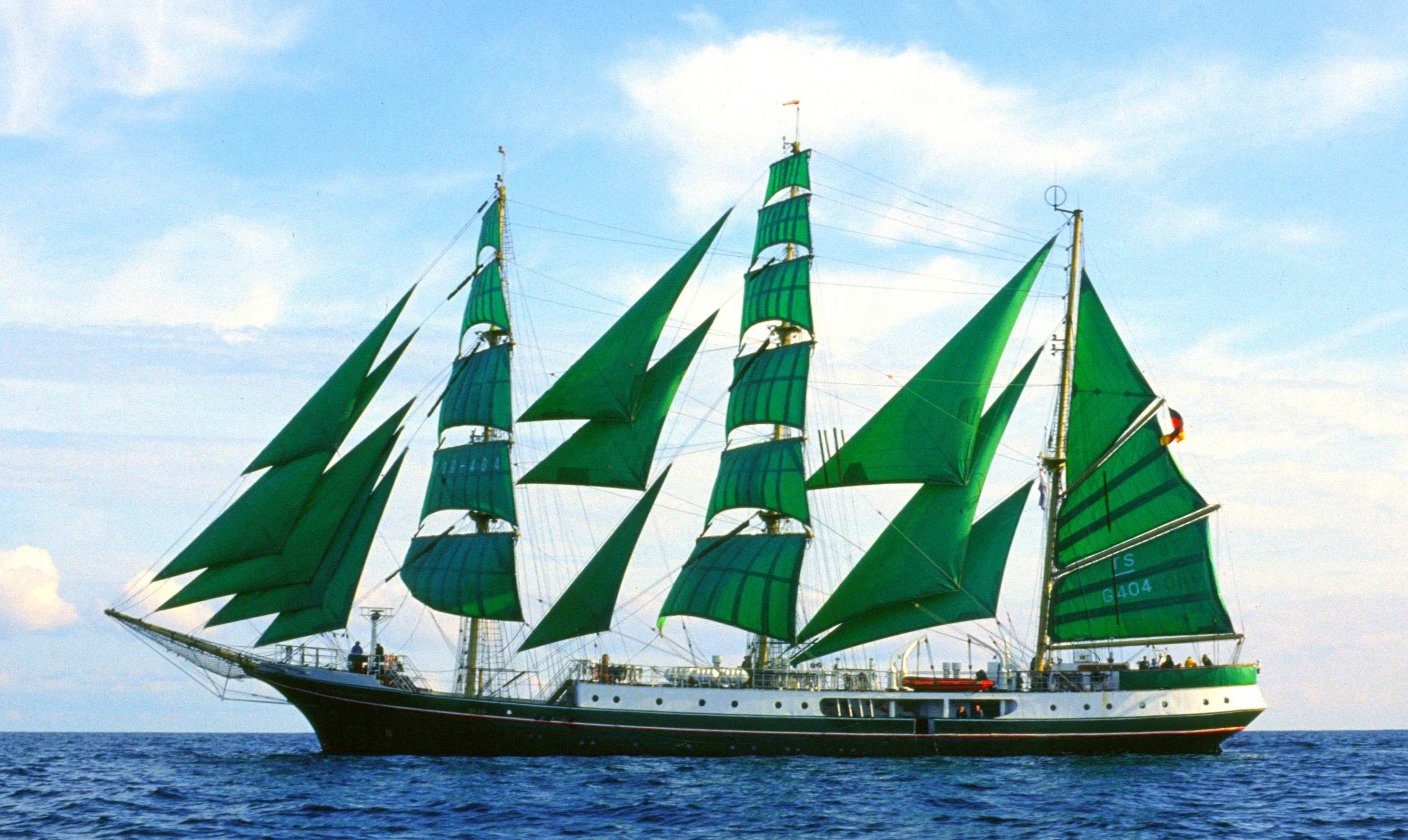
Teljes vitorlázattal

Az év szeptember 30-án a Deutsche Stiftung Sail Training alapítvány vette át, melynek célja a fiatalok vitorlázásának támogatása volt. Az alapítvány tulajdonosai közé tartozott többek között az E. H. Harms GmbH & Co. autó-szállítmányozási vállalat és a Beck & Co. sörfőzde. A Deutsche Stiftung Sail Training a Sail Training Association Germany (röviden: STAG) egyesületnek, egy a vitorlás hajók kezelésére való felkészítést célzó német nemzeti szövetségnek a tagja. A szervezet saját erejéből az MWB Motorenwerke Bremerhavennel együttműködve a lengyel Zygmunt Choreń hajómérnök tervei alapján 2,2 millió német márka költségen nagyvitorlássá (barkká) építtette át. A hajótestet a Rickmers hajótársaság vitorláshajóihoz hasonló zöld színre festették.
Az 1988. március 3-ai próbajáratok után 1988. május 20-án került sor a névadására. A neves német természettudós, Alexander von Humboldt után nevezték el és ezzel a Deutsche Stiftung Sail Training hivatalosan is szolgálatba állította. A világítóhajóként fedélzetén lévő világítótornyot (Laternenträger) a Kieli Hajózási Múzeum területén állították fel, mely intézménynek a közvetlenül a kikötő mellett lévő egykori halcsarnok (Fischhalle) ad otthont.
Az átépítése utáni húsz évben az Alexander von Humboldt több mint 300 000 tmf (560 000 km) távolságot tett meg. Minden évnek a Tall Ships’ Races verseny, valamint a Kanári-szigeteket megkerülő téli vitorlázás volt a fénypontja. Az előbbi, korábban Cutty Sark Tall Ships’ Races nevű versenyek olyan regatták voltak, melyeken főként nagyvitorlások és a világ minden részéről érkező fiatal legénységeik mérettették meg magukat. Nyaranta az Alex főként az Északi- és Balti-tengereken hajózott. Emellett „ifjúsági nagyvitorlásként” (Windjammer für die Jugend) és minden korú vendég kiképzőhajójaként szolgált, akik el akarták sajátítani a nagyvitorlások kezelésének fortélyait.

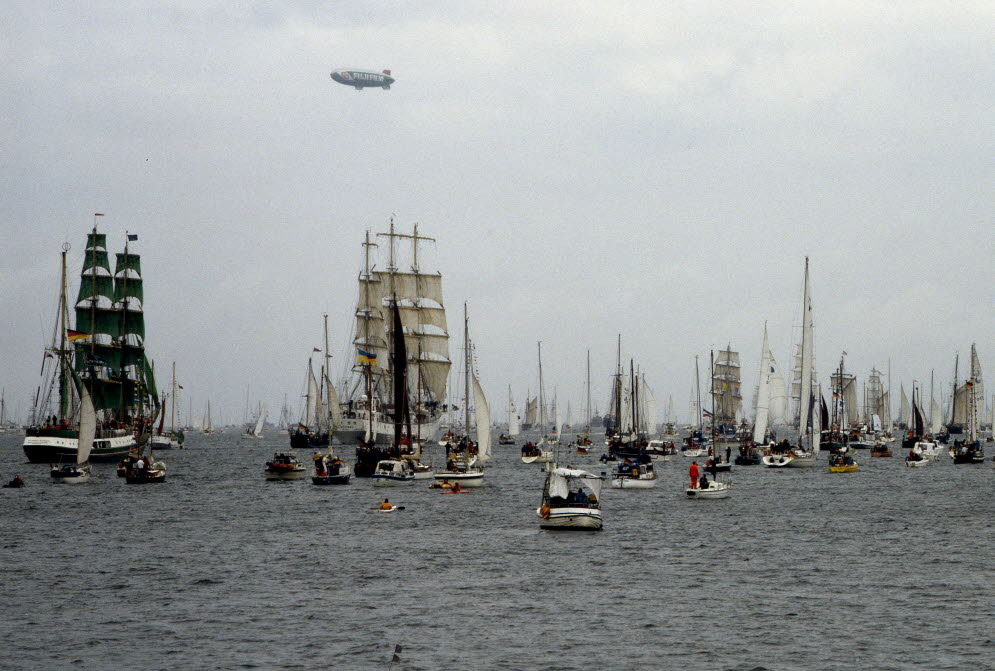
Windjammerparade a Kieler Wochén (1999)

Az Alexander von Humboldt egyik leghosszabb útját a névadó természettudós nyomában, annak 200 évvel ezelőtti Dél-Amerika-expedíciójára (1799–1804) emlékezve tette Dél-Amerikába és a Karib-térségbe 2003 október-novemberétől 2004 májusáig. A szolgálatba állításának 100. évfordulóját megünnepelendő 2005 őszén ismét dél-amerikai útra indult. Az út állomásai Bremerhaven, Saint-Malo, Lisszabon, Kanári-szigetek, Zöld-foki-szigetek, Rio de Janeiro, Buenos Aires, a tűzföldi Ushuaia, Valparaíso, Callao, Balboa (Panama-csatorna), Havanna, Bermuda, Azori-szigetek, ismét St. Malo és Bremerhaven voltak. Ezen út keretében a hajó 2006. január 13-án helyi idő szerint 07:03-kor Klaus Ricke kapitány vezetésével hagyta maga mögött a Horn-fokot, Dél-Amerika déli csücskét.
Ezzel az Alexander von Humboldt lett az első német zászló alatt hajózó nagyvitorlás, mely 1949 óta megkerülte a Horn-fokot.

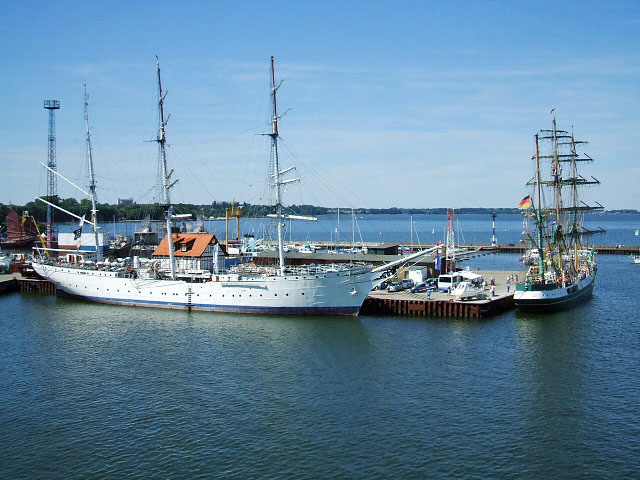
A Gorch Fock és az Alexander von Humboldt együtt Stralsundban (2007. június)

Kibontott vitorlákkal kelet-nyugati irányban hajtotta végre az áthaladást a Csendes-óceánra a Beaufort-skála szerinti 10-es erősségű nyugati szél ellenére, a széllökések a 11-es erősséget is elérték. 2006 január 14-én a legénysége a Horn szigeten szállt partra, tagjai feliratkoztak a chilei haditengerészet helyi meteorológiai állomásának vendégkönyvébe, majd felkeresték a Horn-fok emlékművet, melyet az itteni vizeken odaveszett tengerészek emlékére állítottak. Két nappal később, 2006. január 17-én már egy másik legénységgel, Ulrich Lamprecht kapitánysága alatt a hajó ismét a neves sziklákhoz érkezett. Az Alex után 2011 januárjában a Gorch Fock révén kerülte meg újabb német nagyvitorlás.

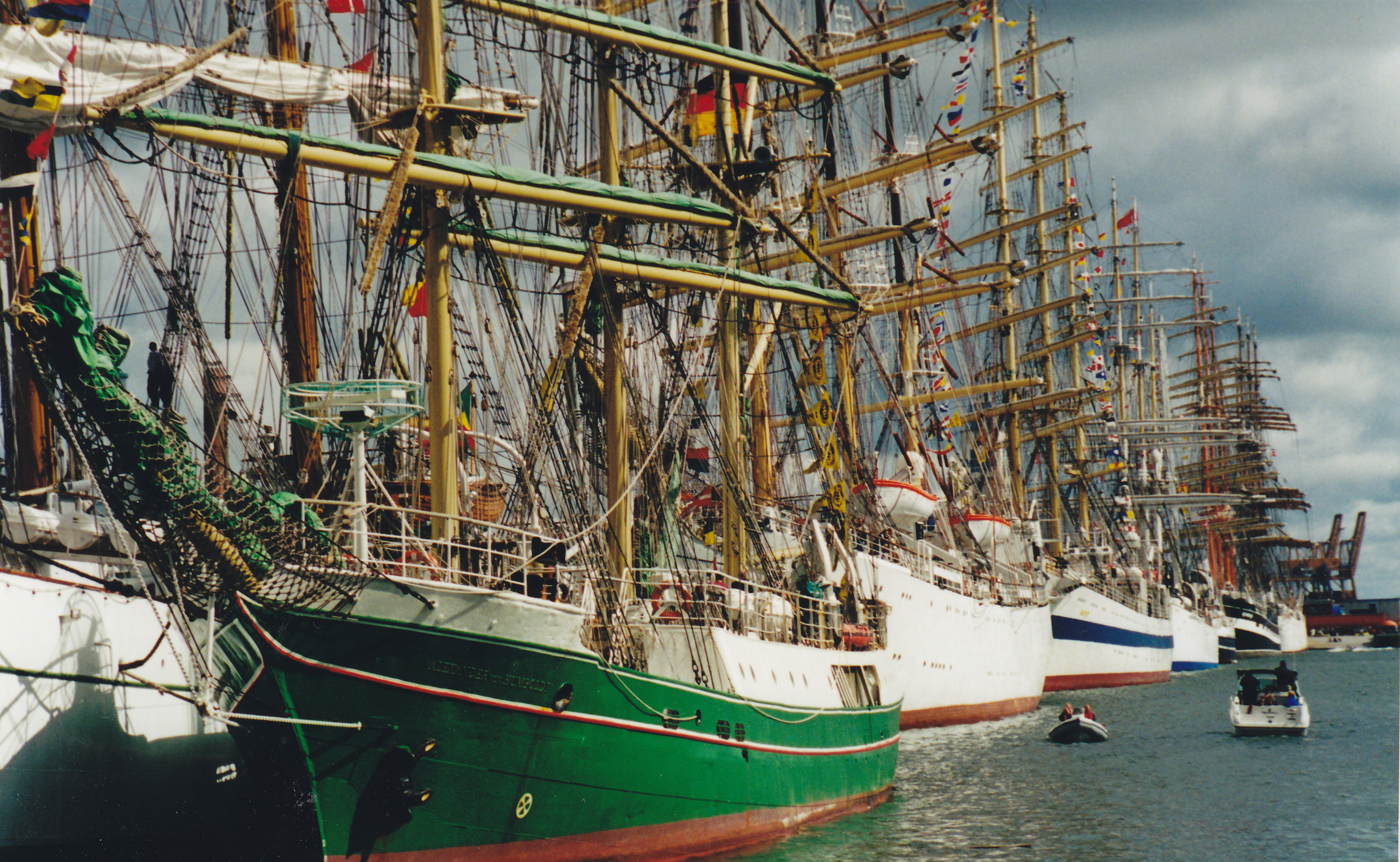
A Tall Ships’ Race néhány résztvevőjével együtt (2011. február 19.)

2011 júliusában Mike Vosgerau kapitány irányításával az „A” (nagyvitorlás) hajóosztályban megnyerte a Tall Ships’ Race-t, melyet ekkor Lerwick és Stavanger között tartottak.

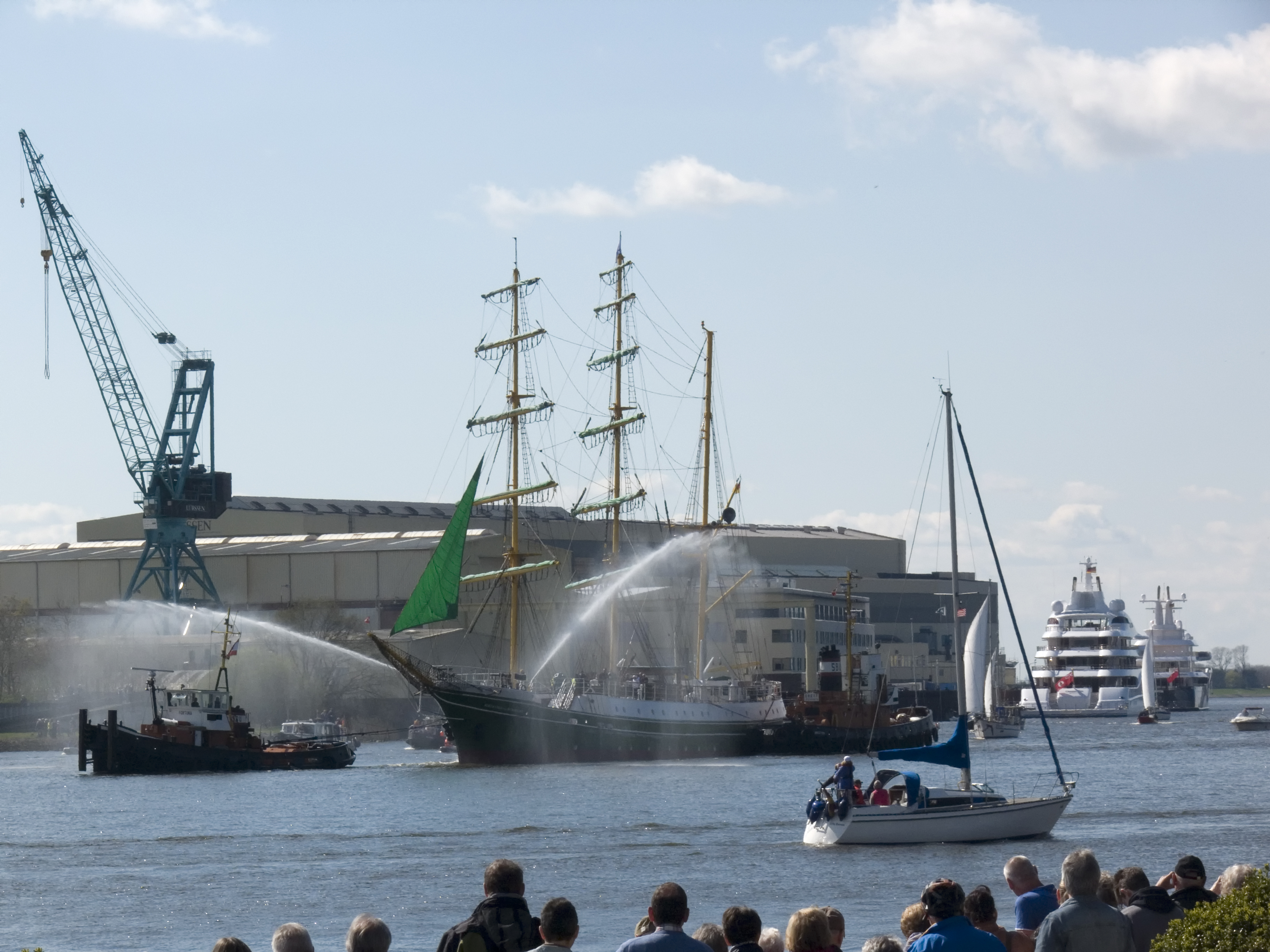
Utolsó útja a Weseren

A folyamatosan szigorodó biztonsági követelmények és ehhez kapcsolódóan a növekvő elszállásolási és fenntartási költségek miatt, amik összesen 500 000 eurót tettek ki évente, a tulajdonosnak már túl drágának bizonyult a hajó és ezért 2011. október 9-én kivonatta a szolgálatból. Az alapítvány a pótlására az Alexander von Humboldt II-t állította szolgálatba. 2011 decemberének végén a barkot eladták egy vállalkozónak, majd 2012. január 10-én útnak indították a bahama-szigeteki Freeportba és itt előbb 2012 márciusától helyi legénységgel turistákat vitt vitorlás utakra.
Miután a Bahamák körüli vitorlás utak koncepciója nem vált be, karbantartás céljából egy sevillai hajógyárba küldték. 2013. március közepe és április eleje között tartózkodott itt. Mivel az itteni adottságok nem feleltek meg egy vitorlás hajó javításához, május elején Bremerhavenbe vitték vissza. 2013 szeptemberében Bremerhavenben állt. 2013 novemberében a hajótestet kijavították és újrafestették, de az orrsugár-kormányt és a fő propellerét végleg eltávolították.
2014 júliusában egy goslari vállalkozó vette meg, aki rendezvény- és hotelhajóvá építtette át, 16 kabinjában 42 fekvőhellyel. 2015. április 18-ika óta a Marina Europahafen kikötőben tartózkodik és 2016. október 24-én foglalta el itt végleges helyét Bréma belvárosban lévő part menti sétányán, a Schlachtén. Az ide vezető út során három híd alatt is el kellett haladnia, amihez átmenetileg eltávolították az árbócait.

## Kitüntetései
- A Portugália-Madeira atlanti regatta kupagyőztese a leggyorsabb hajóként (2008)[11]
- A kanadai Halifax-nél megrendezett International Sail Training & Tall Ships Conference verseny Loyalty Trophy-jának győztese (2008)[12]
- A The Shipping Federation of Great Britain Perpetual Trophy győztese (2008)[13]
- A JadeWeserPort-Cup győztese (2009)

## További adatok
| Név, TS-azonosító (Tall Ships’-Nr.)  | Alexander von Humboldt, TS-G 404 (2011-ig) |
| Hajótest                             | Siemens-Martin eljárással készült acél hajótest, hosszú hátsó felépítmény (langes Poopdeck) elszállásolásra, összeköttetésben a hajó közepén lévő hajóhíddal, négyszögletes vitorlákat tartó deréksudárral és árbócsudárral                          |
| Kötélzet                             | osztott derékvitorla, egyszerű fősudárvitorla (Bramsegel), felsudárvitorla (royalvitorla), égvitorla a középső árbócon, tatárbóc árbócsudárral és két csonkavitorla (Gaffel)                                                                         |
| Teljes hossz                         | 53,5 m |
| Hajó tömege                          | 660 t üresen. 829 t terheléssel |
| Vízkiszorítása                       | 816 brit tonna (829 t) |
| Vitorlafelület                       | 1035 m² (25 vitorla: 11 négyszögletes vitorla, 5 orrtörzsvitorla, 6 előkötélvitorla, 2 tatvitorla és tatcsúcsvitorla (Gaffeltoppsegel/Besantoppsegel)                                                                                                |
| Árbócmagasság (Tg hajótömeg mellett) | Előárbóc: 31,0 m (vízvonal-árbóccsúcs távolság); Főárbóc: 34,0 m; Tatvitorla 28,1 m |
| Legénység                            | 23 fő alaplegénység (1 kapitány, 3 kormányos, 1 hajómérnök, 1 gépész, 1 elektroműszerész, 1 hajóorvos, 1 csónakmester (Bootsmann), 3 csúcsmatróz (Toppmatrose), 6 matróz, 3 könnyűmatróz (Leichtmatrose), 2 szakács) további max. 36 fő (kiképzendő) |

## Képgaléria

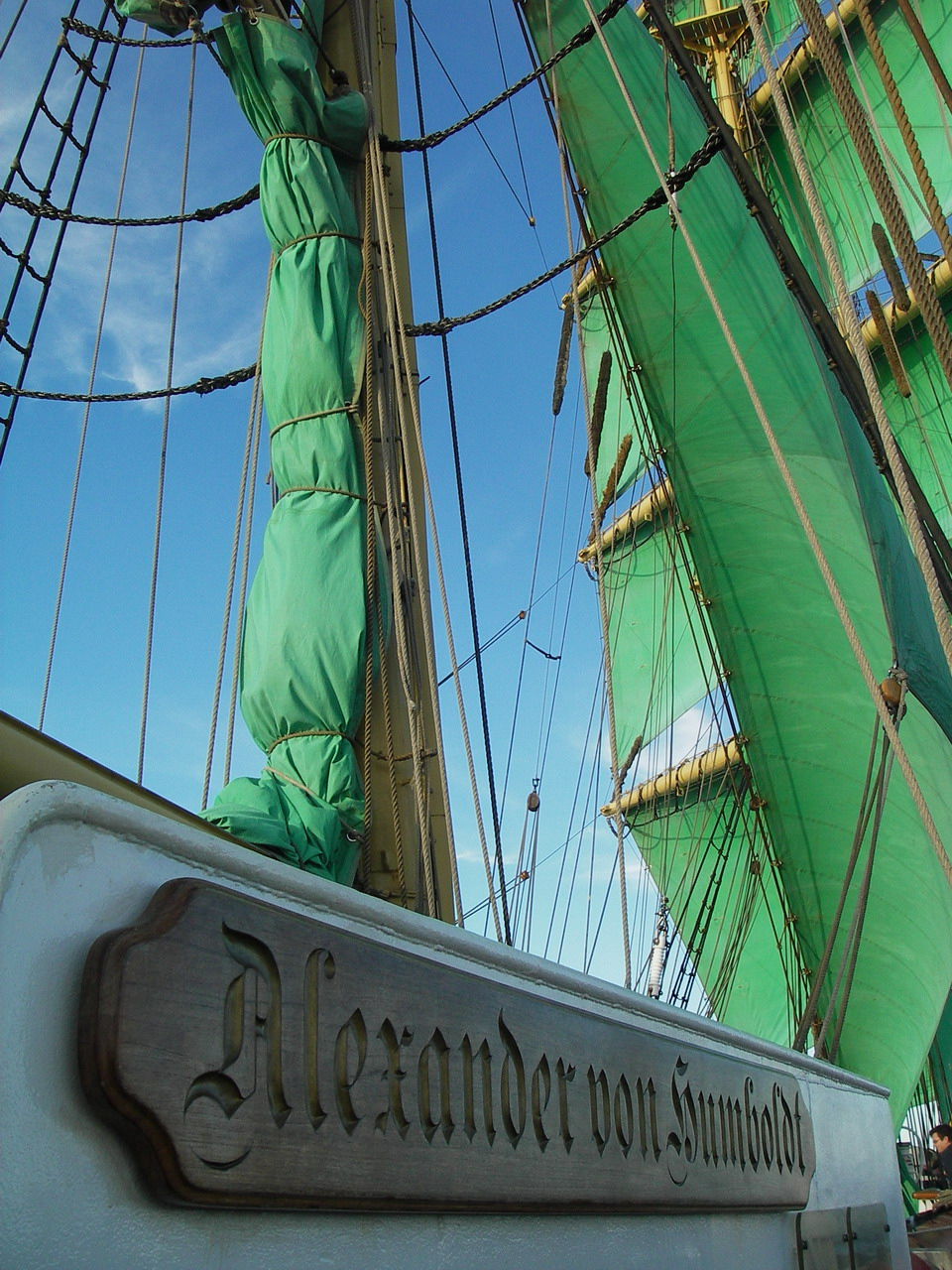
Névtábla
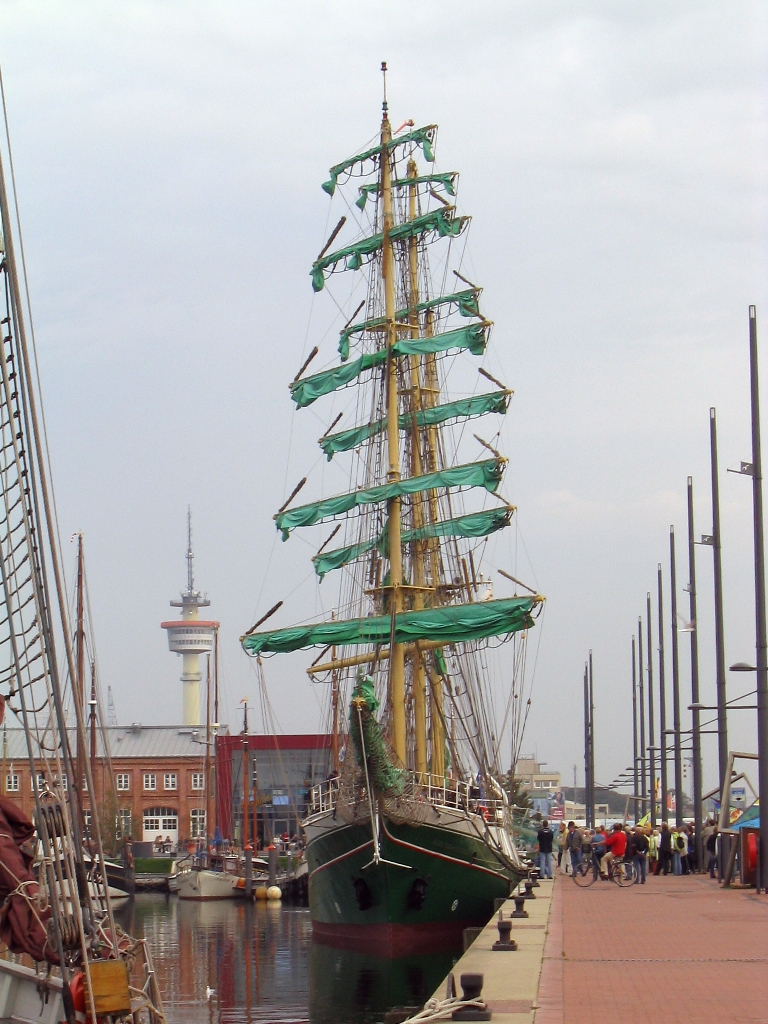
Bremerhaventől való búcsúzása a Horn-fok 2005-2006-os megkerülésére indulva
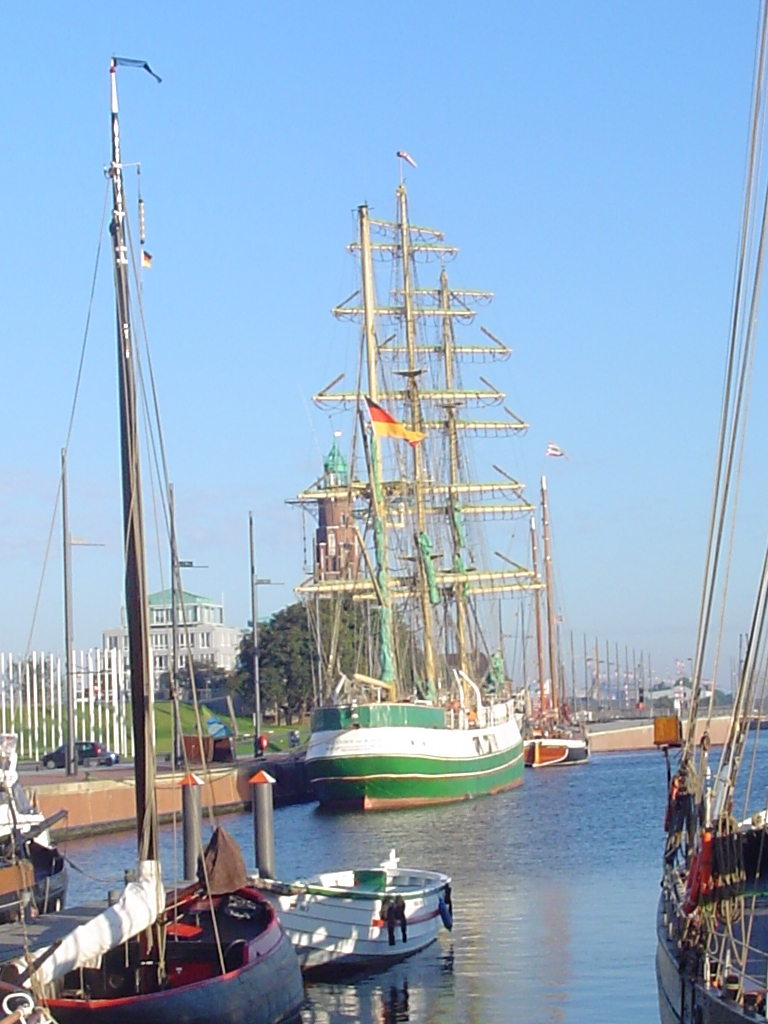
Az Alexander von Humboldt honi kikötőjében, Bremerhavenben
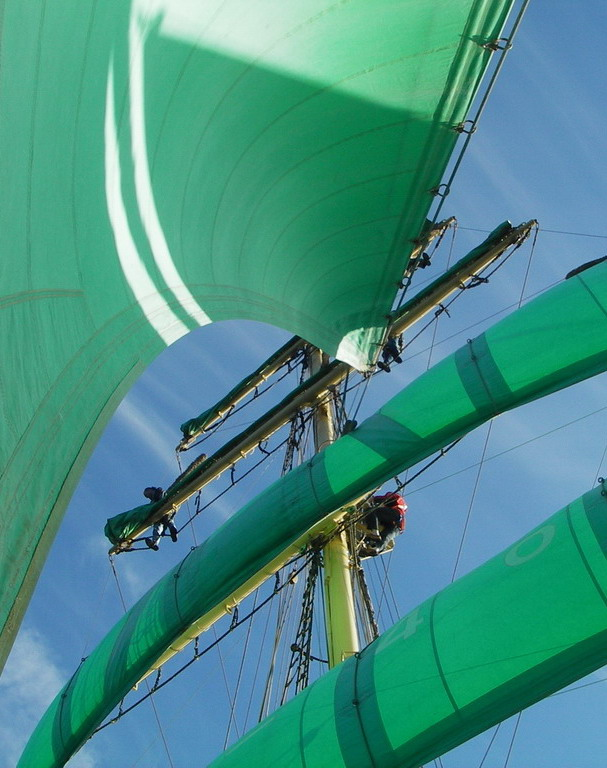
Munkavégzés a főárbócán
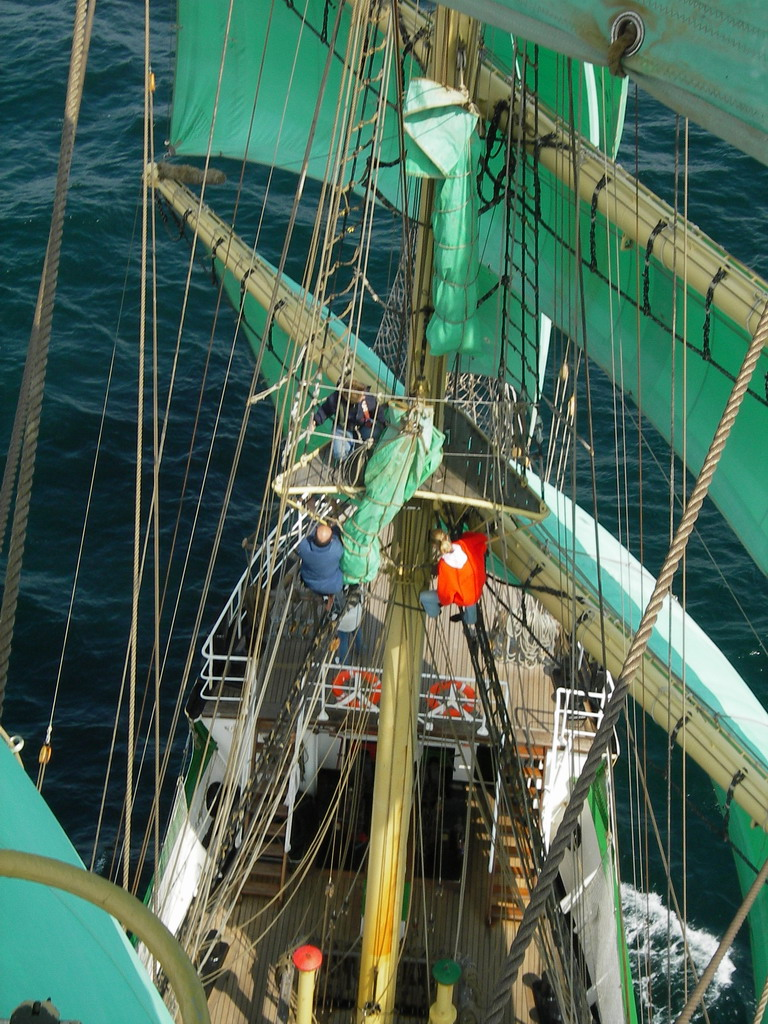
Munkavégzés az előárbócon
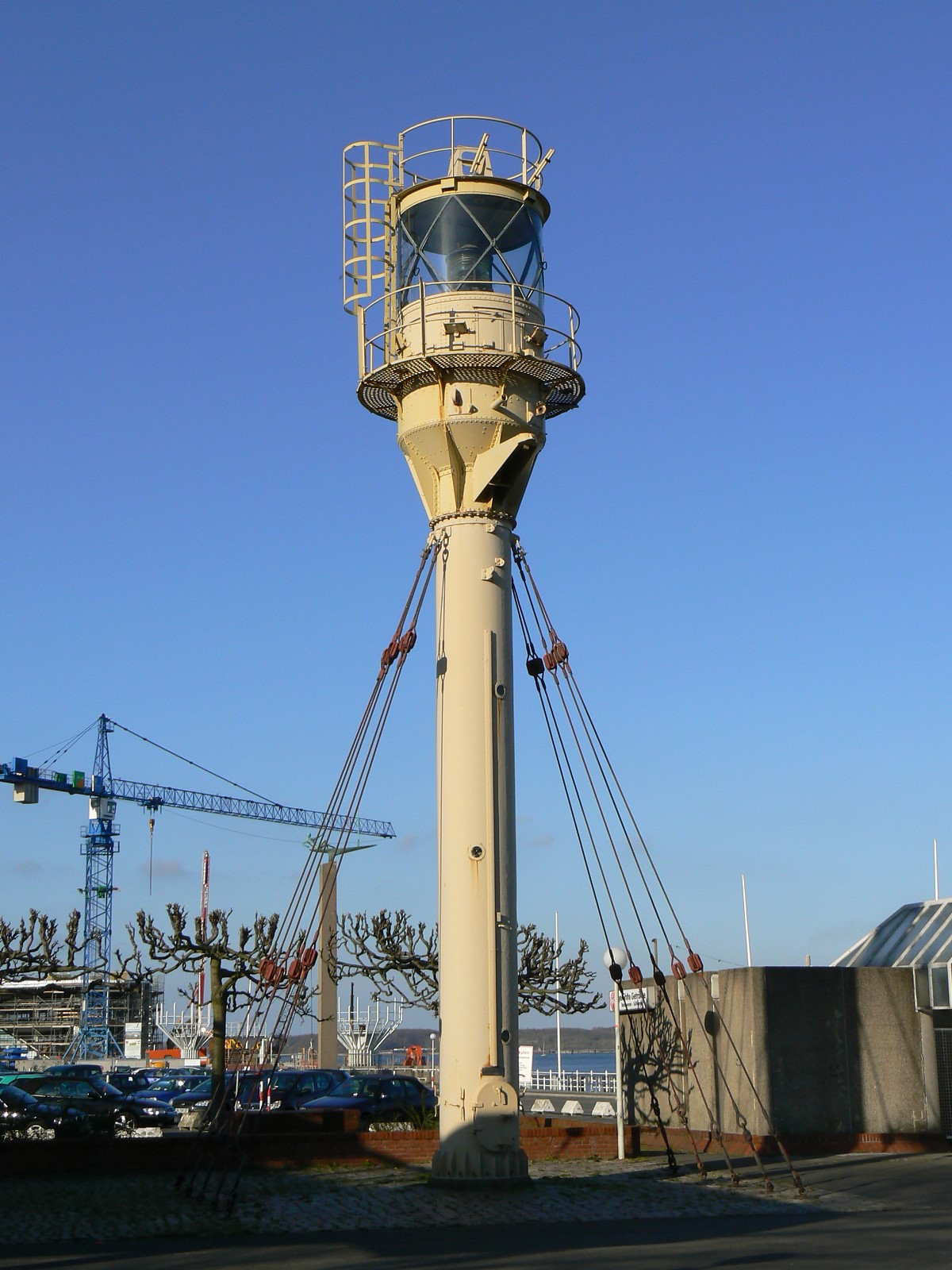
A lámpását tartó tornya kiállítva a Kieli Hajózási Múzeumban
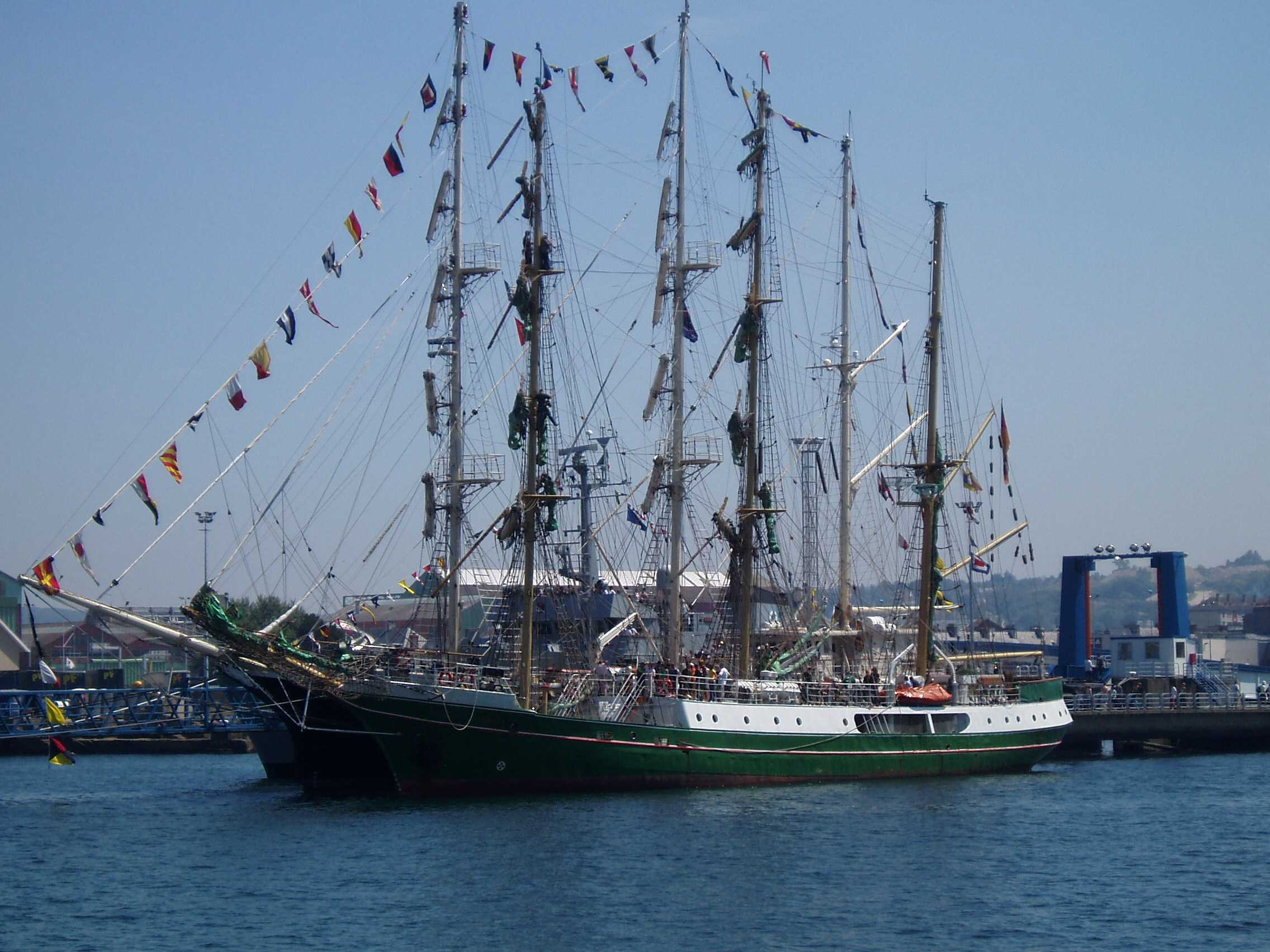
Lobogódíszben Cherbourg kikötőjében (2005)
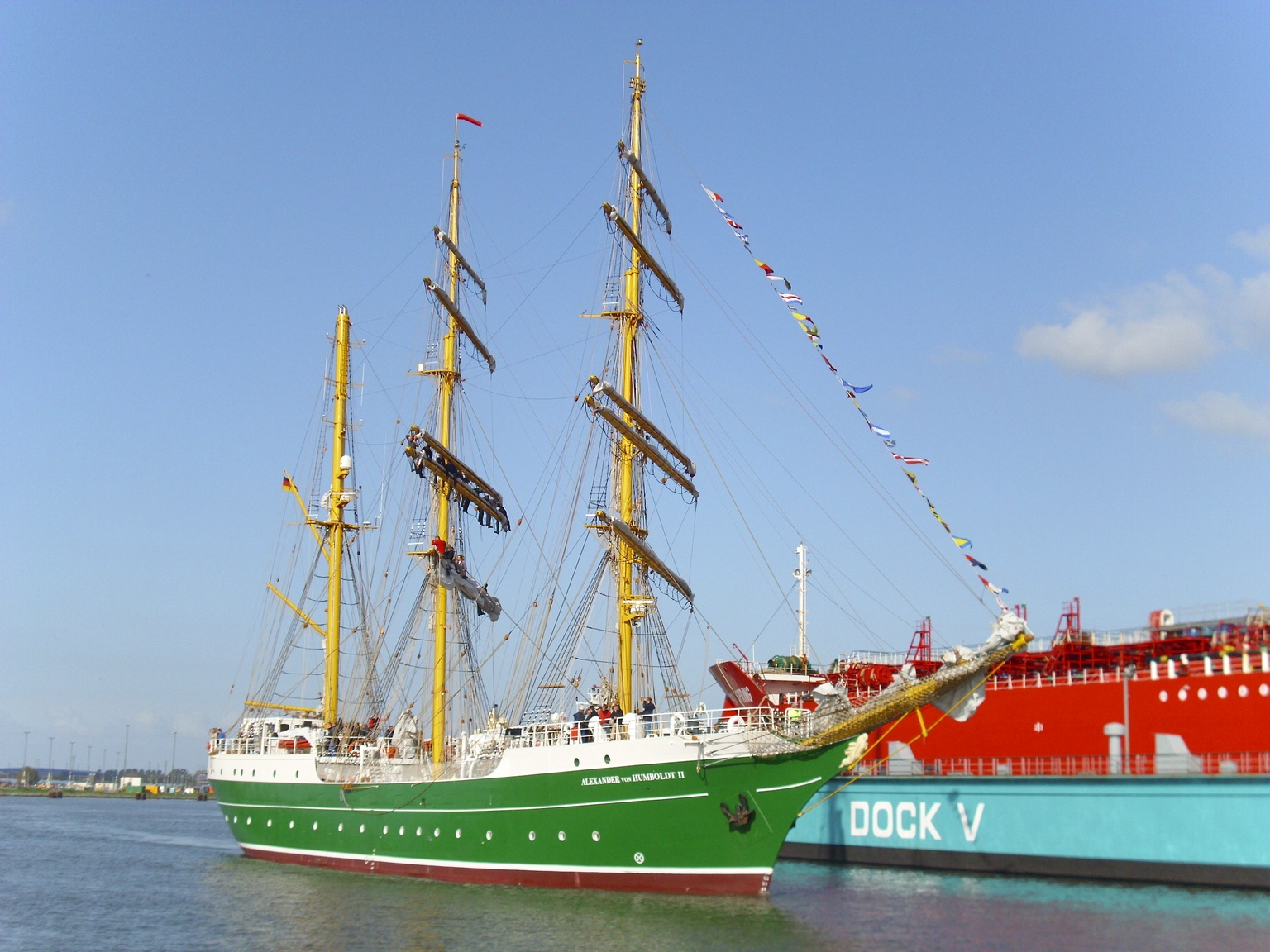
Utódja, az Alexander von Humboldt II

## Fordítás
- Ez a szócikk részben vagy egészben  az   Alexander von Humboldt (Schiff, 1906) című német Wikipédia-szócikk ezen változatának fordításán alapul.  Az eredeti cikk szerkesztőit annak laptörténete sorolja fel. Ez a jelzés csupán a megfogalmazás eredetét és a szerzői jogokat jelzi, nem szolgál a cikkben szereplő információk forrásmegjelöléseként.

## Linkek
- Alexander von Humboldt - Das Schiff. (Hozzáférés: 2020. november 30.) – az átépített Alexander von Humboldt hivatalos oldala
- Feuerschiff Reserve Sonderburg – Feuerschiff Kiel. [2015. március 30-i dátummal az eredetiből archiválva]. (Hozzáférés: 2020. november 22.)